# 17399 Andysanto
17399 Andysanto è un asteroide della fascia principale. Scoperto nel 1983, presenta un'orbita caratterizzata da un semiasse maggiore pari a 1,9192854 UA e da un'eccentricità di 0,1175622, inclinata di 19,06703° rispetto all'eclittica.